# 比利亚雷斯德埃尔特斯
比利亚雷斯德埃尔特斯，是西班牙卡斯蒂利亚-莱昂萨拉曼卡省的一个市镇。 总面积41平方公里，总人口168人（2001年），人口密度4人/平方公里。